# Єралієв Кайрат Куттибаєвич
Кайрат Куттибаєвич Єралієв (каз. Қайрат Құттыбайұлы Ералиев; нар. 8 листопада 1990, Шимкент, Казахстан) — казахський боксер, що виступає у легшій ваговій категорії, чемпіон світу, дворазовий бронзовий призер чемпіонатів Азії, учасник Олімпійських ігор 2016 року.

## Любительська кар'єра
Чемпіонат світу 2013
- 1/16 фіналу: Переміг Ніколае Андреяна (Румунія) — 3-0
- 1/8 фіналу: Переміг Омурбека Малабекова (Киргизстан) — 3-0
- 1/4 фіналу: Переміг Робейсі Раміреса (Куба) — 3-0
- 1/2 фіналу: Програв Джавіду Челебієву (Азербайджан) — 1-2

Чемпіонат світу 2015
- 1/8 фіналу: Програв Муроджону Ахмадалієву (Узбекистан) — 0-3

Олімпійські ігри 2016
- 1/16 фіналу: Переміг Джавіда Челебієва (Азербайджан) — 2-1
- 1/8 фіналу: Програв Муроджону Ахмадалієву (Узбекистан) — 0-3

Чемпіонат світу 2017
- 1/16 фіналу: Переміг Крістофера Флореса (Мексика) — 3-0
- 1/8 фіналу: Переміг Муроджона Ахмадалієва (Узбекистан) — 4-1
- 1/4 фіналу: Переміг Омара Ель Хага (Німеччина) — 5-0
- 1/2 фіналу: Переміг Пітера Макгрейла (Англія) — 5-0
- Фінал: Переміг Дюка Рейгана (США) — 3-2

Чемпіонат світу 2019
- 1/16 фіналу: Переміг Йоеля Фіноля (Венесуела) — 3-2
- 1/8 фіналу: Переміг Чатчая Бутді (Таїланд) — 3-2
- 1/4 фіналу: Програв Міразізбеку Мірзахалілову (Узбекистан) — 1-4

## Таблиця боїв
| 1 Перемога (0 нокаутом, 1 за рішенням суддів), 0 Поразок (0 нокаутом, 0 за рішенням суддів) |        |                   |        |            |                |                                  |          |
| Результат                                                                                   | Рекорд | Суперник          | Спосіб | Раунд, час | Дата           | Місце проведення                 | Примітки |
| Перемога                                                                                    | 1-0    | Бахіт Абдурахімов | UD     | 4          | 22 серпня 2021 | Boxing Centre Sapiyev, Караганда |          |